# 王均瑶
王均瑶（1966年9月15日—2004年11月7日），出生於浙江溫州苍南县大渔镇，中華人民共和國企業家，均瑤集團創始人，第十届全国政协委员。

## 生平
王均瑶16岁时离开家乡來到湖南长沙，1991年7月28日，王均瑶接手了从长沙到温州的航班運營，這是中華人民共和國首次出現私人承包航線經營。1992年，王均瑶创办了中華人民共和國首家民营包机公司。1994年，均瑶乳品公司成立。1995年，王均瑶在温州成立均瑶集团。1999年，王均瑶將均瑶集团总部搬遷至上海浦東。
2004年11月7日19时48分，王均瑶因肠癌在上海瑞金医院去世。